# Episinus gibbus
Episinus gibbus är en spindelart som beskrevs av Zhu och Wang 1995. Episinus gibbus ingår i släktet Episinus och familjen klotspindlar. Inga underarter finns listade i Catalogue of Life.